# Ziuwari
Ziuwari – trzeci album studyjny niemieckiego zespołu Menhir wydany w 2001 roku.

## Lista utworów
1. „Wotans Runenlied” – 7:20
2. „Die Letzte Schlacht” – 6:36
3. „Herminafrieds Klage” – 0:55
4. „Das Verborgene Reich” – 5:56
5. „Valhalla” – 6:28
6. „Steinsburg” – 6:09
7. „Ziuwari” – 4:49

## Twórcy
- Heiko Gerull – gitara, śpiew
- Thomas "Fix" Uβfeller – gitara
- Bluesman – gitara prowadząca
- Ralf Clemen – gitara basowa
- Manuela Ebert – syntezator
- Sebastian – perkusja